# David Lewis (hockey sur glace)
Pour les articles homonymes, voir Lewis et David Lewis.
David Rodney Lewis, dit Dave Lewis,, né le 3 juillet 1953 à Kindersley au Canada, est un joueur professionnel de hockey sur glace.

## Carrière
Il joua au poste de défenseur pour les Islanders de New York, pour les Kings de Los Angeles, les Devils du New Jersey et enfin pour les Red Wings de Détroit.
En 1 008 matchs il accumule 36 buts et 188 passes pour un total de 224 points.
Il devient l'entraîneur adjoint de Scotty Bowman pour les Red Wings de Détroit et lorsque ce dernier quitte Détroit pour prendre sa retraite, Lewis devient l'entraîneur chef. Il est congédié par manque de résultats en séries éliminatoires et après deux saisons sur le banc des Wings. De 2005 à 2007, il a été entraîneur chef des Bruins de Boston.

## Statistiques
| Saison     | Équipe                | Ligue      |       | Saison régulière | Saison régulière | Saison régulière | Saison régulière | Saison régulière |   | Séries éliminatoires | Séries éliminatoires | Séries éliminatoires | Séries éliminatoires | Séries éliminatoires |
| Saison     | Équipe                | Ligue      | PJ    | B                | A                | Pts              | Pun              | PJ               | B | A                    | Pts                  | Pun                  |                      |                      |
| 1971-1972  | Blades de Saskatoon   | LHOu       | 52    | 2                | 9                | 11               | 69               |                  |   |                      |                      |                      |                      |                      |
| 1972-1973  | Blades de Saskatoon   | LHOu       | 67    | 10               | 35               | 45               | 89               |                  |   |                      |                      |                      |                      |                      |
| 1973-1974  | Islanders de New York | LNH        | 66    | 2                | 15               | 17               | 58               |                  |   |                      |                      |                      |                      |                      |
| 1974-1975  | Islanders de New York | LNH        | 78    | 5                | 14               | 19               | 98               | 17               | 0 | 1                    | 1                    | 28                   |                      |                      |
| 1975-1976  | Islanders de New York | LNH        | 73    | 0                | 19               | 19               | 54               | 13               | 0 | 1                    | 1                    | 44                   |                      |                      |
| 1976-1977  | Islanders de New York | LNH        | 79    | 4                | 24               | 28               | 44               | 12               | 1 | 6                    | 7                    | 4                    |                      |                      |
| 1977-1978  | Islanders de New York | LNH        | 77    | 3                | 11               | 14               | 58               | 7                | 0 | 1                    | 1                    | 11                   |                      |                      |
| 1978-1979  | Islanders de New York | LNH        | 79    | 5                | 18               | 23               | 43               | 10               | 0 | 0                    | 0                    | 4                    |                      |                      |
| 1979-1980  | Islanders de New York | LNH        | 62    | 5                | 16               | 21               | 54               |                  |   |                      |                      |                      |                      |                      |
| 1979-1980  | Kings de Los Angeles  | LNH        | 11    | 1                | 1                | 2                | 12               | 4                | 0 | 1                    | 1                    | 2                    |                      |                      |
| 1980-1981  | Kings de Los Angeles  | LNH        | 67    | 1                | 13               | 14               | 98               | 4                | 0 | 2                    | 2                    | 4                    |                      |                      |
| 1981-1982  | Kings de Los Angeles  | LNH        | 64    | 1                | 13               | 14               | 75               | 10               | 0 | 4                    | 4                    | 36                   |                      |                      |
| 1982-1983  | Kings de Los Angeles  | LNH        | 79    | 2                | 10               | 12               | 53               |                  |   |                      |                      |                      |                      |                      |
| 1983-1984  | Devils du New Jersey  | LNH        | 66    | 2                | 5                | 7                | 63               |                  |   |                      |                      |                      |                      |                      |
| 1984-1985  | Devils du New Jersey  | LNH        | 74    | 3                | 9                | 12               | 78               |                  |   |                      |                      |                      |                      |                      |
| 1985-1986  | Devils du New Jersey  | LNH        | 69    | 0                | 15               | 15               | 81               |                  |   |                      |                      |                      |                      |                      |
| 1986-1987  | Red Wings de Détroit  | LNH        | 58    | 2                | 5                | 7                | 66               | 14               | 0 | 4                    | 4                    | 10                   |                      |                      |
| 1987-1988  | Red Wings de Détroit  | LNH        | 6     | 0                | 0                | 0                | 18               |                  |   |                      |                      |                      |                      |                      |
| Totaux LNH | Totaux LNH            | Totaux LNH | 1 008 | 36               | 188              | 224              | 953              | 91               | 1 | 20                   | 21                   | 143                  |                      |                      |